# Vanonus brunnescens
Vanonus brunnescens là một loài bọ cánh cứng trong họ Aderidae. Loài này được Fall miêu tả khoa học năm 1901.